# Жан Бюро
Жан Бюро (на френски: Jean Bureau) (1390 – 1463) е френски адвокат от неаристократичен произход, който е назначен от крал Шарл VII за ръководител на артилерийските части на Франция. Става така, че макар и не военен, той командва френските войски в редица обсади и в битката при Кастийон – решителна за изхода на Стогодишната война.
Жан Бюро и брат му Гаспар са родени в семейството на търговеца Симон Бюро от град Семоан в провинция Шампан. През 1420 г. те се преместват в Париж – точно в годината, когато англичаните го окупират. Приемат административна служба при Джон ъф Бедфорд – брат на крал Хенри V, който от 1422 е регент. Известен със своя методичен, математически ум, Жан Бюро е въвлечен в подобряването на технологиите на оръдейното производство. Оглавява и развива манифактура за производство на барут. През 1434 г. бяга от Париж и приема служба при френски крал Шарл VII. Тъй като вече е известен, той бързо се издига – става велик магистър на кралската артилерия (1439) и кралски ковчежник (1443). Благодарение на новите и по-големи оръдия, които той въвежда, френските сили лесно превземат Монтеро (1437), Мо (1439), Сен Жермен ан Ле (1440) и Понтоаз (1441), с което разчистват околностите на Париж.
Примирието в Тур от 1444 г. дава възможност за още по-революционни подобрения (оръдията стават все по-далекобойни и скорострелни). Когато военните действия се подновяват (1449), французите се впускат в завладяването на Нормандия. Бюро ръководи канонадите на Руан и Арфльор (1449) и Онфльор (1450). След победата при Формини идва ред на Кан и Шербур. Струпването на артилерия край тези градове е така впечатляващо, че „напълно изненада англичаните, които не бяха виждали подобно нещо“.
От следващата година Жан Бюро участва в последната кампания на Стогодишната война. Тя е в Аквитания – област, която стои под английска власт от 300 години. Въпреки това французите с лекота превземат крепостите, включително столицата Бордо. Когато англичаните изпращат армии да отвоюват областта, тъкмо той поема командването на французите. В битката при Кастийон (17 юли 1453) се вижда разликата в техническото ниво на двете страни – със своите оръдия Бюро помита английските войници и предпоставя окончателното им поражение. За благодарност кралят го прави доживотен кмет на Бордо.
През 1461 г. Жан Бюро е удостоен с рицарско звание. До края на живота си остава съветник на краля, както и на негови син Луи XI. Умира на 5 юли 1463 г. в Париж.